# Shumshu
Shumshu (tiếng Nga: Шумшу, Shumushu; tiếng Nhật: 占守島 Shumushu-tō), là đảo cự bắc của chuỗi Quần đảo Kuril ở Okhotsk ở tây bắc Thái Bình Dương. Tên của đảo xuất phát từ tiếng Ainu có nghĩa là "hòn đảo tốt". Đảo tách rờ khỏi Paramushir qua một eo biển hẹp ở hướng tây bắc rộng 2,5 kilômét (1,6 mi), mũi phía bắc của đảo cách mũi phía nam của Bán đảo Kamchatka là 11 km. Hòn đảo có dân số theo mùa với khoảng 100 người. Shumshu là đảo thấp nhất trong nhóm Kuril với điểm cao nhất là 189 mét (620 ft). Địa hình thấp, cộng với có nhiều hồ và đầm lầy. Đảo có hình bầu dục, và có diện tích 388 km² (150 mi²)